# Spezia Calcio
Spezia Calcio es un club de fútbol italiano de la ciudad de La Spezia, en la región de Liguria. Fue fundado en 1906 y refundado en tres ocasiones. Compite en la Serie B, la segunda categoría del fútbol nacional.

## Historia
Fue fundado en 1906 como sección de fútbol del Sport Club Spezia por el comerciante suizo Hermann Hurny y otros compatriotas. En 1944, el club ganó el Campeonato Alta Italia. En 1954, se fusionó con el G.S. Arsenal Spezia, dando vida a la Associazione Calcio Spezia-Arsenal. En 1995 quebró y fue fundado el Spezia Calcio 1906. En el año 2008 quebró otra vez y se refundó como A.S.D. Spezia Calcio 2008. El año siguiente, asumió el nombre actual. 
En 2012, al quedar 1° en la tercera división de Italia, la Serie C, ascendió a la Serie B para jugar la temporada 2012/13. En la categoría de plata italiana, los spezzini jugarían durante 8 temporadas ininterrumpidas, quedando siempre entre los 10 primeros, a excepción de la temporada de su ascenso, en la que quedaron 13°. En la temporada 2019-20, consiguieron el ascenso a la Serie A mediante los Play-offs, venciendo al Frosinone con un global de 1-1, en su debut perdieron 1-4 contra el Unione Sportiva Sassuolo Calcio siendo su primer partido y derrota en el certamen. Pero en la fecha 2 obtiene su primera victoria contra el Udinese Calcio con un marcador de 2-0 a favor de Spezia con doblete de Andrey Galabinov. En la fecha 16 del torneo obtiene una victoria histórica venciendo por 1-2 al Napoli en el Stadio Diego Armando Maradona, gracias a los goles de M'Bala Nzola de penal y de Tommaso Pobega, logrando así un hito en la historia del club, venciendo al club napolitano, considerado uno de los grandes del fútbol italiano, uno de los partidos más importantes de toda la historia de los Aquilotti. El 15 de mayo de 2021, el Spezia consigue la permanencia en la categoría con una goleada por 4-1 al Torino.

## Uniforme
- Uniforme titular: Camiseta blanca, pantalón blanco y medias blancas.
- Uniforme alternativo: Camiseta negra, pantalón negro y medias negras.

Escudo

## Estadio

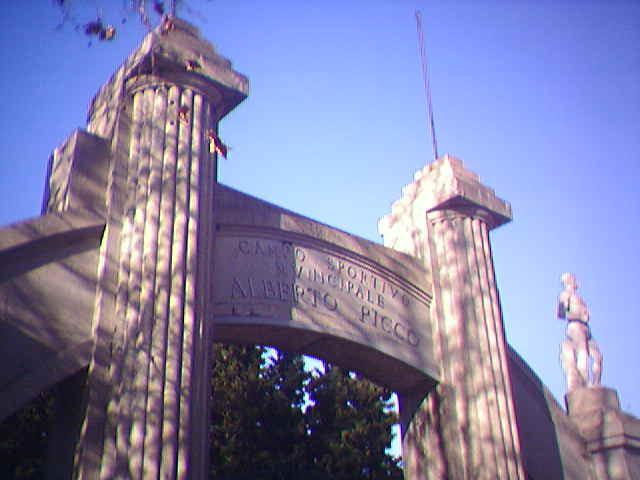
Estadio Alberto Picco.

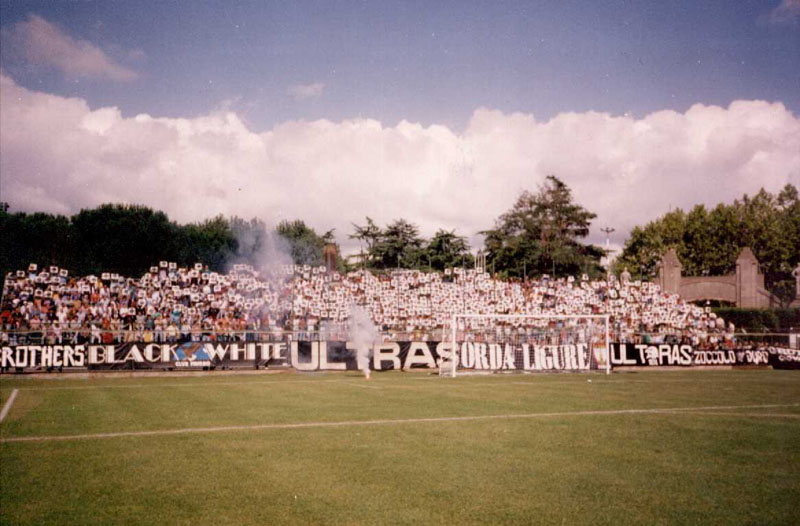
Hinchada en los años 1980.

Disputa sus encuentros de local en el Estadio Alberto Picco, con capacidad para 10.336 espectadores.

## Entrenadores
| - 1911-1912: Antonio Riboni - 1912-1913: Comisión Técnica - 1913-1914: Ugo Baggiani - 1914-1915: Dario Toracca - 1915-1921: Comisión Técnica - 1921-1922: Ferenc Molnár - 1922-1925: József Viola - 1925-1926: Géza Kertész - 1926-1929: Francesco Caiti - 1929-1930: James Board - 1930-1931: Attilio Maggiani - 1931-1935: Wilmas Wilhelm - 1935: Cesare Cassanelli - 1935-1936: Francesco Caiti - 1936-1938: Guido Gianfardoni - 1938-1939: Nino De Barbieri - 1939: Gino Rossetti - 1939: Giuseppe Viola - 1939-1940: János Nehadoma - 1940-1942: Cesare Cassanelli - 1942-1943: Ottavio Barbieri - 1945-1946: Giovanni Gallotti - 1946-1948: Ottavio Barbieri - 1948-1949: Carlo Alberto Macchi - 1949-1950: Luigi Scarabello - 1950-1951: Sergio Bertoni - 1951-1952 Edmondo Bonansea - 1952: Umberto Lena - 1952: Luigi Scarabello - 1952-1953 Giuseppe Rossetti - 1953: Romano Penzo - 1953-1954: Libero Salvietti - 1954-1955: Wando Persia - 1955-1957: Sergio Bertoni - 1957: Wando Persia - 1957: Luigi Scarabello - 1957-1958: Carlo Scarpato - 1958-1960: Libero Salvietti - 1960-1961: Stanko Ruzic - 1961: Sergio Bertoni - 1961-1962: Stanko Ruzic - 1962: Guerriero Menicagli - 1962: Libero Salvietti - 1962-1963 Vittorio Mantero - 1963-1964 Sergio Curletto - 1964: Franco Grillone - 1964-1965 Benigno De Grandi - 1965: Mario Tommaseo - 1965-1966 Mario Magistrelli - 1966-1968 Evaristo Malavasi - 1968-1969 Adriano Zecca - 1969: Libero Salvietti - 1969-1970: Evaristo Malavasi - 1970-1971: Feliciano Orazi - 1971-1973: Gianni Corelli | - 1973-1976: Giuseppe Corradi - 1976: Giuseppe Bumbaca - 1976-1978: Nedo Sonetti - 1978: Franco Scoglio - 1978-1979: Nedo Sonetti - 1979: Giuseppe Bumbaca - 1979-1981: Roberto Mazzanti - 1981: Sergio Curletto - 1981-1982: Enzo Robotti - 1982-1983: Osvaldo Motto - 1983: Evaristo Malavasi - 1983-1984: Giancarlo Ridolfi - 1984-1985: Ezio Galbiati - 1985: Giovanni Carassale - 1985: Sergio Curletto - 1985-1996: Sergio Carpanesi - 1986-1987: Giampiero Ventura - 1987-1990: Sergio Carpanesi - 1990: Benito Mannoni - 1990-1992: Ferruccio Mazzola - 1992: Giuseppe Savoldi - 1992-1993: Claudio Onofri - 1993-1994: Adriano Cadregari - 1994: Francesco Paolo Specchia - 1994-1996: Claudio Onofri - 1996: Fabrizio Gorin - 1996-1997: Sergio Carpanesi - 1997: Roberto Galbiati - 1997: Gian Piero Ghio - 1997: Antonio Sassarini - 1997-1999: Luciano Filippi - 1999-2002: Andrea Mandorlini - 2002-2003: Fabio Brini - 2003: Stefano Cuoghi - 2003: Walter Nicoletti - 2003-2004: Paolo Stringara - 2004-2005: Marco Alessandrini - 2005: Loris Dominissini - 2005-2008 Antonio Soda - 2008-2009 Marco Rossi - 2009-2010 Attilio Lombardo - 2010-2011 Fulvio D'Adderio - 2011: Alessandro Pane - 2011: Fulvio D'Adderio - 2011-2012: Elio Gustinetti - 2012-2013: Michele Serena - 2013: Gianluca Atzori - 2013: Eric Figueroa - 2013-2014: Giovanni Stroppa - 2014: Devis Mangia - 2014-2016: Nenad Bjelica - 2016-2017: Domenico Di Carlo - 2017-2018: Fabio Gallo - 2018-2019: Pasquale Marino - 2019-2021: Vincenzo Italiano - 2021-Act-: Rocco Branchesi |

## Palmarés

### Torneos nacionales[5]
- Campionato Alta Italia (1): 1943-44
- Serie C1 (2): 2005-06 , 2011-12
- Coppa Italia Serie C (2): 2004-05 , 2011-12
- Supercoppa Serie C1 (2): 2005-06 , 2011-12
- Serie C2 (1): 1999-2000